# اليوم العالمي للشاي
اليوم العالمي للشاي (بالإنجليزية: International Tea Day)‏ يتم الاحتفال بيوم الشاي العالمي سنويًا في 21 مايو. وفقًا للأمم المتحدة. تم تبني القرار المتعلق بهذا الأمر في 21 ديسمبر 2019، ودعيت منظمة الأمم المتحدة للأغذية والزراعة (الفاو) لقيادة الاحتفال بهذا اليوم.
يهدف يوم الشاي العالمي إلى زيادة الوعي بالتاريخ الطويل والأهمية الثقافية والاقتصادية العميقة للشاي في جميع أنحاء العالم. الهدف من اليوم هو ترويج وتعزيز الإجراءات الجماعية لتنفيذ الأنشطة لصالح الإنتاج والاستهلاك المستدامين للشاي وزيادة الوعي بأهميته في مكافحة الجوع والفقر.
تحتفل به الدول المنتجة للشاي في 15 ديسمبر منذ عام 2005 مثل بنجلاديش، سريلانكا، نيبال، فيتنام، إندونيسيا، كينيا، ملاوي، ماليزيا، أوغندا، الهند وتنزانيا. يهدف هذا الاحتفال إلى جذب انتباه الحكومات والأفراد إلى التأثير العالمي لتجارة الشاي على على العمال والمزارعين، وتم ربطه بالمطالبات بتقديم الدعم لسعره والتجارة العادلة.

## خلفية

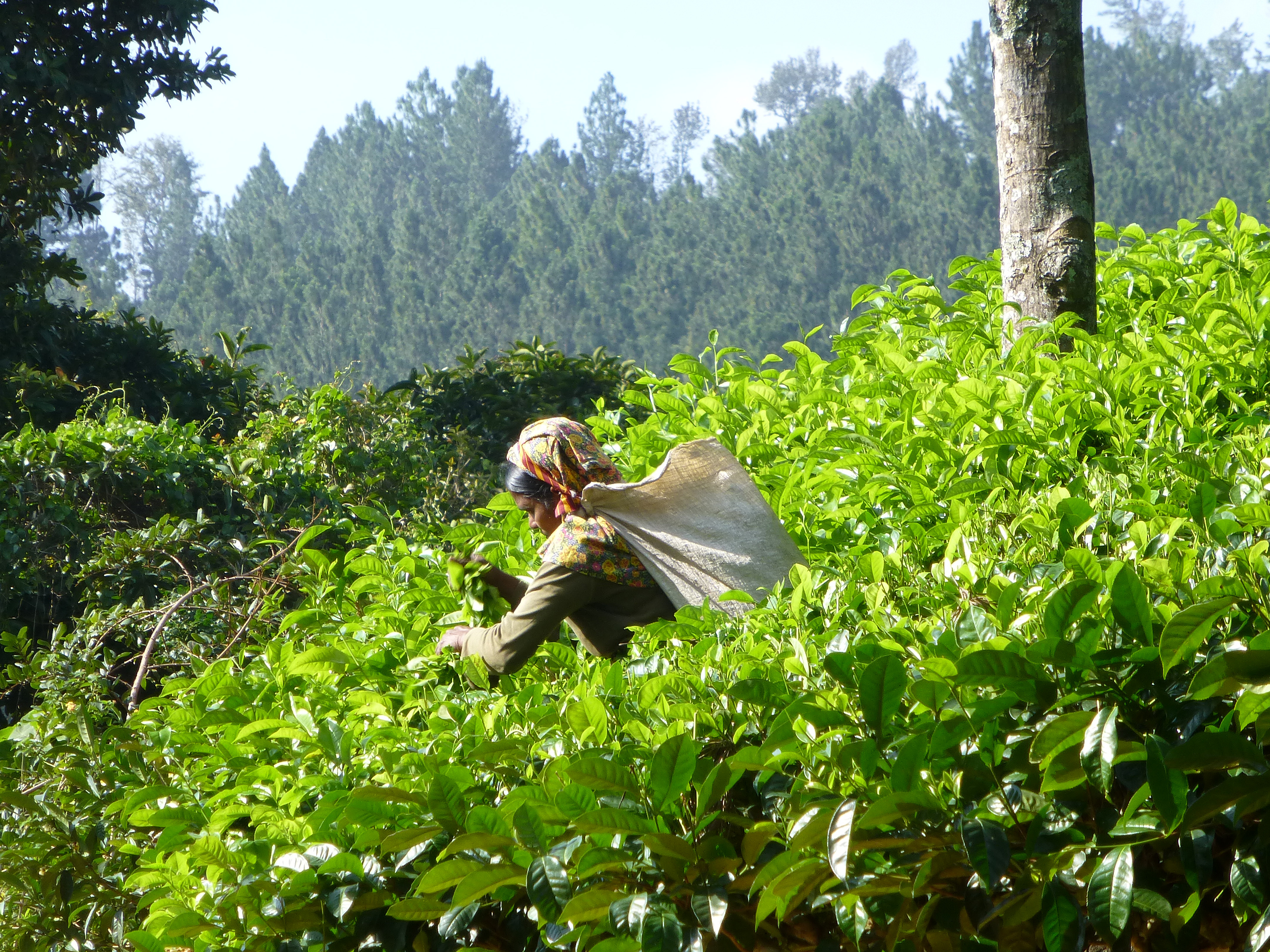
حصد الشاي في سريلانكا، أحد الدول المحتفلة بيوم الشاي العالمي

بعد المناقشات المبدئية في المنتدى الاجتماعي العالمي عام 2004، تم الاحتفال بأول يوم عالمي للشاي في نيودلهي في 2005، وتم تنظيم احتفالات لاحقة في سريلانكا في 2006 و2008. احتفالات اليوم العالمي للشاي والمؤتمرات العالمية المرتبطة بها يتم تنسيقها بوساطة إتحادات نقاب العمال. تقدمت الحكومة الهندية بطلب لتمديد الاحتفال باليوم العالمي للشاي في 2015 لترعاه منظمة الأغذية والزراعة.